# Reprezentacja Armenii na Mistrzostwach Europy w Wioślarstwie 2010
Reprezentacja Armenii na Mistrzostwach Europy w Wioślarstwie 2010 liczyła 3 sportowców. Najlepszym wynikiem było 14. miejsce w jedynce kobiet.

## Medale

### Złote medale
Brak

### Srebrne medale
Brak

### Brązowe medale
Brak

## Wyniki

### Konkurencje mężczyzn
- dwójka podwójna wagi lekkiej (LM2x): Makar Sargsjan, Sargis Gharabaghtsjan – 20. miejsce

### Konkurencje kobiet
- jedynka (W1x): Anna Egorjan – 14. miejsce